# Мартіна Навратілова
Марті́на Навраті́лова (при народженні — Шубертова, чеськ. Martina Navrátilová; нар. 18 жовтня 1956, Прага, Чехословаччина) — американська тенісистка чеського походження. Відкрита лесбійка.
У 1975 році отримала американське громадянство. Переможниця 18 турнірів серії Великого шолома в одиночному розряді. Першою перемогою в турнірах серії Великий шолом вона добилася в 1978 на турнірі Вімблдону перегравши у фіналі Кріс Еверт (2-6, 6-4, 7-5). Надалі в одиночному розряді Вімблдону вона виграла в 1979, 1982, 1983, 1984, 1985, 1986, 1987, 1990 (9 разів), Відкритий чемпіонат Франції (Ролан Гаррос) — 1982, 1984 (2 рази), Відкритий чемпіонат Австралії — 1981, 1983, 1985, (3 рази), Відкритий чемпіонат США — 1983, 1984, 1986, 1987 (4 рази).
У парі вона грала також не менш успішно. За кар'єру тенісистки вона виграла 178 турнірів WTA, з них 31 турнір серії Великого шолома, і 11 Мастерс, а також 10 перемог в міксті на турнірах Великого шолома.
Завдяки її прекрасній грі США завоювали Кубок Федерації 5 разів — в 1981, 1982, 1986, 1989 і 1990.
Окрім 18 перемог на турнірах Великого шолома, Навратілова має у своєму активі 150 титулів чемпіонки WTA-туру (в одиночному розряді).
Була першою ракеткою світу впродовж 331 тижня (другий результат в історії).
Кар'єру професійної тенісистки закінчила в 1994 р.  — після того, як Кончіта Мартінес завдала їй поразки у фіналі Вімблдону.
У 1994 році вона була нагороджена Prince of Asturias Awards.
Поза кортом Навратілова відома своєю допомогою різним добродійним організаціям.
У вересні 2014 року заручилася зі своєю давньою партнеркою Юлією Леміговою, яка має титул віце-міс СРСР, на турнірі US Open.